# Municipio de Winner
El municipio de Winner (en inglés: Winner Township) es un municipio ubicado en el condado de Williams en el estado estadounidense de Dakota del Norte. En el año 2010 tenía una población de 24 habitantes y una densidad poblacional de 0,26 personas por km².

## Geografía
El municipio de Winner se encuentra ubicado en las coordenadas 48°29′46″N 103°35′29″O / 48.49611, -103.59139. Según la Oficina del Censo de los Estados Unidos, el municipio tiene una superficie total de 93.35 km², de la cual 92,79 km² corresponden a tierra firme y (0,6 %) 0,56 km² es agua.

## Demografía
Según el censo de 2010, había 24 personas residiendo en el municipio de Winner. La densidad de población era de 0,26 hab./km². De los 24 habitantes, el municipio de Winner estaba compuesto por el 100 % blancos. Del total de la población el 0 % eran hispanos o latinos de cualquier raza.